# 機動武闘伝Gガンダム (スーパーファミコン)
『機動武闘伝Gガンダム』は、1994年12月27日にバンダイから発売されたスーパーファミコン用の対戦型格闘ゲームソフト。

## 概要
『機動武闘伝Gガンダム』に登場するモビルファイター同士による1対1の格闘ゲーム。劇中の技が各モビルファイターの必殺技、超必殺技として使用可能。キャラクターの音声も収録されている。ジャッジはストーカー（声優：秋元羊介）。
モビルファイターのデザインの細部が異なり、主に企画段階のものが反映されている。また、デビルガンダムはカトキハジメによるオリジナルのデザインとなっている。
本作におけるマスターガンダムの必殺技「デッドリーウェイブ」は総監督の今川泰宏が「本編の中でもゲームの技が出て来たら嬉しいんじゃないか。その時の気分でまた遊んでくれるんじゃないか」と思い、アニメ本編でも「酔舞・再現江湖デッドリーウェイブ」として登場させた経緯がある。また今川の使用キャラクターはいつもマスターガンダムだったという。

## 基本操作とシステム
十字キーで移動。Yボタンが弱パンチ、Xボタンが強パンチ。Bボタンが小キック、Aボタンが強キック、L・Rボタンでホバーによる高速移動で構成されている。十字ーを相手と反対方向に入力するとガード（下段ガードは斜め下）。素早く2回入力するとバックステップ。
相手からダメージを受けて、ダメージゲージが赤く点滅すると超必殺技が使用可能になる。
ある程度ダメージが蓄積しダウンすると、防御装甲が破壊され、防御力が低下する。

## ゲーム内容
STORY BATTLE
シャイニングガンダム、ガンダムマックスター、ドラゴンガンダム、ガンダムローズ、ボルトガンダムから1機選び、ストーリーに沿ってゲームを進めるモード。
シャイニングガンダム選択時のみ、条件を満たすとゴッドガンダムに乗り換えとなる。
難易度をHARDに設定してクリアした場合、エンディングでスタッフロールが見られる。
VERSUS BATTLE
対戦モード。パイロットの乗り換えが可能であり、能力が変わり、特定の組み合わせにより使用できる必殺技が変更される。
CHAMPIONSHIP BATTLE
9機のガンダムから1機選び、他の9機と戦い、勝ち抜いていくモード。
難易度をHARDに設定してクリアした場合、ゲーム終了後にスタッフロールが見られる。
TEAM BATTLE
最高5VS5のチーム対戦を行うモード。
OPTION
ゲームの難易度、制限時間、ボタンの配置の変更。ハンディキャップの設定が可能。

## 登場キャラクター
シャイニングガンダム
パイロット：ドモン・カッシュ（声優：関智一）
超必殺技：シャイニング・フィンガーソード
ゴッドガンダム
パイロット：ドモン・カッシュ（声優：関智一）
超必殺技：ハイパーゴッドフィンガー
ガンダムマックスター
パイロット：チボデー・クロケット（声優：大塚芳忠）
超必殺技：バーニングパンチ
ドラゴンガンダム
パイロット：サイ・サイシー（声優：山口勝平）
超必殺技：フェイロン・フラッグ
ガンダムローズ
パイロット：ジョルジュ・ド・サンド（声優：山崎たくみ）
超必殺技：ローゼス・スクリーマー
ボルトガンダム
パイロット：アルゴ・ガルスキー（声優：宇垣秀成）
超必殺技：メガグラビトン
ライジングガンダム
パイロット：レイン・ミカムラ（声優：天野由梨）
超必殺技：ライジングスラッシュ
ガンダムシュピーゲル
パイロット：シュバルツ・ブルーダー（声優：堀秀行）
超必殺技：爆焔陣
マスターガンダム
パイロット：東方不敗マスター・アジア（声優：秋元羊介）
超必殺技：十二王方牌
デビルガンダム
パイロット：キョウジ・カッシュ（声優：なし）
超必殺技：ハイパービーム砲
ストーリーモードのボスキャラクター。隠しコマンドを入力することにより登場。パイロット乗り換えは不可。

## ステージ
- ネオジャパン（京都）（シャイニングステージ）
- ネオホンコン（ゴッドステージ）
- ネオアメリカ（マックスターステージ）
- ネオチャイナ（ドラゴンステージ）
- ネオフランス（ローズステージ）
- ネオロシア（ボルトステージ）
- ネオカナダ（ライジングステージ）
- ネオエジプト（シュピーゲルステージ）
- ネオジャパン（新宿）（マスターステージ）
- デビル（デビルステージ）